# Repubblica Ceca
La Repubblica Ceca (in ceco Česká republika, ) o Cechia (Česko), è uno Stato membro dell'Unione europea, situato nell'Europa centrale.
Confina a sud-est con la Slovacchia, a sud con l'Austria, a ovest con la Germania e a nord con la Polonia. È uno Stato senza sbocco al mare. La sua capitale è Praga. È formata storicamente da tre grandi regioni: Boemia (ovest), Moravia (est) e Slesia (divisa con la Polonia e, per una porzione minima, con la Germania).
Nata il 1º gennaio 1993, assieme alla Slovacchia, dalla pacifica scissione della Cecoslovacchia, che già dal 1990 aveva assunto il nome di Repubblica Federale Ceca e Slovacca, la Repubblica Ceca fa parte dell'Unione europea, dell'ONU e della NATO ed è uno degli Stati più sicuri al mondo, secondo il Global Peace Index 2019. Non ha adottato l'euro come valuta.

## Storia

### Dalle invasioni barbariche alla Grande Moravia
Nel I secolo a.C. la Boemia fu terra di conquiste da parte delle tribù germaniche, probabilmente i Suebi e Quadi e nello specifico le tribù dei Marcomanni. Ciò indusse le popolazioni dei Boi a spostarsi nei territori della moderna Svizzera e nel sudest della Gallia, mentre le popolazioni che restarono vennero ben presto assorbite dai Marcomanni. Nel VI secolo d.C. il territorio boemo e moravo da essi occupato fu colonizzato da popolazioni slave.
Nel VII secolo la Moravia fu il cuore del primo regno slavo, il Regno di Samo, che si estendeva dal fiume Váh fino ai Tatra. Alla fine dell'VIII secolo si costituì il Principato di Moravia, che nell'833, con la conquista del Principato di Nitra (l'odierna Slovacchia e parti dell'Ungheria settentrionale), divenne lo Stato della Grande Moravia. Con Svatopluk I il regno raggiunse la sua massima espansione: occupava il territorio delle odierne Repubblica Ceca e Slovacchia, la parte occidentale dell'odierna Ungheria (Pannonia), oltre alla Lusazia (nell'odierna Germania) e alla Slesia e al bacino dell'alta Vistola (nella Polonia Meridionale).
Dopo la morte di Svatopluk, nell'895, i principi moravi lasciarono il regno per diventare vassalli di Arnulfo di Carinzia, e lo Stato moravo cessò di esistere dopo le invasioni dei Magiari negli anni 906-7. A seguito della sconfitta di questi ultimi da parte dell'imperatore Ottone I di Sassonia nella battaglia di Lechfeld del 955, Boleslao I Přemyslide, re di Boemia e alleato di Ottone, ricevette la Moravia. Boleslao I di Polonia annesse la Moravia nel 999 e la governò fino al 1019, quando il principe přemyslide Bretislao la riconquistò. Alla morte del padre nel 1035, Bretislao divenne anche regnante di Boemia. Nel 1054 Bretislao decretò che le terre boeme e morave sarebbero state ereditate assieme per primogenitura, anche se dispose che il suo figlio minore dovesse governare parte della Moravia come vassallo del fratello maggiore.

### Il Regno di Boemia
Il Regno di Boemia (in ceco: České království; in tedesco: Königreich Böhmen; in latino: Regnum Bohemiae) fu uno Stato collocato nella regione della Boemia, in Europa centrale, nei territori attualmente corrispondenti alla Repubblica Ceca.
Il Re di Boemia fu, per la maggior parte della storia del regno, anche un principe-elettore del Sacro Romano Impero sino alla dissoluzione di quest'ultimo nel 1806, e molti re di Boemia furono anche imperatori essi stessi. La capitale, Praga, era de facto il centro del Sacro Romano Impero sul finire del XIV secolo, e nuovamente acquisì vigore tra il finire del XVI secolo e l'inizio del XVII secolo.
Dal 1526, il regno venne continuativamente governato dalla casa d'Asburgo prima e dagli Asburgo-Lorena poi. Dopo la dissoluzione del Sacro Romano Impero essa divenne parte dell'Impero austriaco come dominio diretto e dal 1867 entrò ufficialmente a far parte dell'Impero austro-ungarico.
La Boemia rimase sempre formalmente un regno separato dal resto dei territori dell'Impero, limitandosi a essere inclusa come "terra della corona dell'Impero austriaco". Negli ultimi anni di esistenza dell'Impero austro-ungarico, la Boemia era la terra più avanzata ed economicamente prospera dei domini imperiali.
La lingua ceca, definita ufficialmente boemo sino al XIX secolo, era la lingua ufficiale parlata in loco e utilizzata dal governo a partire dal 1627, sebbene il tedesco fosse largamente utilizzato per l'amministrazione e per diverse aree abitate in prevalenza da germanofoni. Infatti in quell'anno il tedesco venne ufficialmente equiparato al ceco come lingua che riuscì a prevalere nell'uso corrente.
La corte reale utilizzò il ceco, il latino e il tedesco come lingue ufficiali, a seconda del periodo storico. A seguito della sconfitta delle Potenze Centrali nella prima guerra mondiale, l'Impero austro-ungarico si dissolse e la Boemia divenne parte della neonata Repubblica Cecoslovacca.

#### La dinastia dei Přemyslidi
Dopo essersi liberati dalla dominazione degli Avari nel VII secolo, gli abitanti della Boemia vennero governati, a partire dal IX secolo dalla dinastia dei Přemyslidi che continuò a regnare fino al 1306. Il primo sovrano a fare uso del titolo di Re di Boemia fu il duca Vratislav II nel 1085, seguito da Vladislao II nel 1158, tuttavia i loro eredi continuarono a fare uso del titolo nobiliare di duchi. Il titolo di re divenne definitivamente ereditario a partire dal 1198 sotto il regno di Ottocaro I.
Per tutta l'era přemyslide, i principi giovani spesso governarono tutta o parte della Moravia da Olomouc, Brno o Znojmo, con diversi gradi di autonomia rispetto al regnante di Boemia. La Moravia raggiunse il massimo dell'autonomia nel 1182, quando l'imperatore Federico I elevò la Moravia allo status di margraviato (o marca), direttamente soggetto all'imperatore e indipendente dalla Boemia. Questo status ebbe vita breve: nel 1197 Vladislao III di Boemia risolse la disputa sulla successione tra lui e il fratello Ottocaro abdicando dal trono boemo e accettando il margraviato di Moravia come vassallo della Boemia.

#### Lussemburgo, Asburgo e la guerra hussita

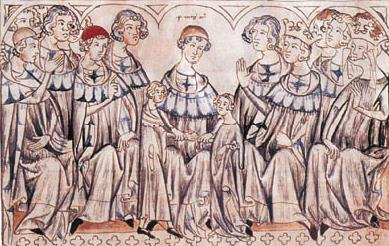
Matrimonio di Giovanni I di Lussemburgo e Elisabetta di Boemia, erede dei Přemyslidi a Spira nel 1310

La dinastia přemyslide si estinse nel 1306 e nel 1310 Giovanni di Lussemburgo divenne re di Boemia, appartenente a una dinastia "straniera". Nel 1378 alla morte dell'imperatore Carlo IV, re di Boemia con il nome di Carlo I, salì al trono il figlio Venceslao IV, osteggiato dalla nobiltà e dal fratello Sigismondo. Venceslao sarebbe morto nel 1419, poco dopo l'atto che avrebbe innescato la miccia rivoluzionaria hussita. Fu il fratello a rivendicare la corona e a tentare di riportare all'obbedienza i rivoltosi, capeggiando contro di essi ben cinque crociate dagli esiti disastrosi. Solo nel 1436 riuscì, tramite l'accettazione dei Compactata, a insediarsi sul trono. Tuttavia morì l'anno successivo senza eredi e dopo una breve parentesi con Alberto II d'Asburgo, il trono boemo restò di nuovo vacante 1439. In questo vuoto di potere salirono alla ribalta alcune famiglie nobiliari tra cui i signori di Kunštát e Poděbrady, legati tra l'altro all'utraquismo.
Giorgio di Poděbrady iniziò la sua carriera nell'amministrazione come prefetto della regione di Mladá Boleslav. Riuscì a entrare nell'organismo di governo della Boemia e nel 1448, in seguito a un tentativo cattolico di annullare i Compactata da lui sventato, nel 1453 prese il posto di governatore del regno fino alla salita al trono di Ladislao il Postumo, che morì senza lasciare eredi.
A quel punto gli ordini del regno ne approfittarono per eleggere un monarca nazionale e la scelta cadde su Giorgio che nel 1458 fu incoronato re di Boemia e margravio di Moravia a dispetto delle vicine dinastie, Asburgo e Jagelloni. Nel 1466 papa Paolo II scomunicò Giorgio e vietò a tutti i cattolici di continuare a servirlo e nel 1469 Mattia Corvino, re d'Ungheria, conquistò la Moravia. Questa venne riunita alla Boemia nel 1490 quando Vladislao Jagellone, che era succeduto a Giorgio come re di Boemia nel 1471, succedette anche a Matteo come re d'Ungheria. Nel 1526 Luigi, il figlio di Vladislao, morì in battaglia e Ferdinando I d'Asburgo venne eletto re di Boemia. La Moravia rimase assieme alla Boemia come possedimento asburgico fino al termine della prima guerra mondiale.

### Boemia e Moravia nell'Impero asburgico

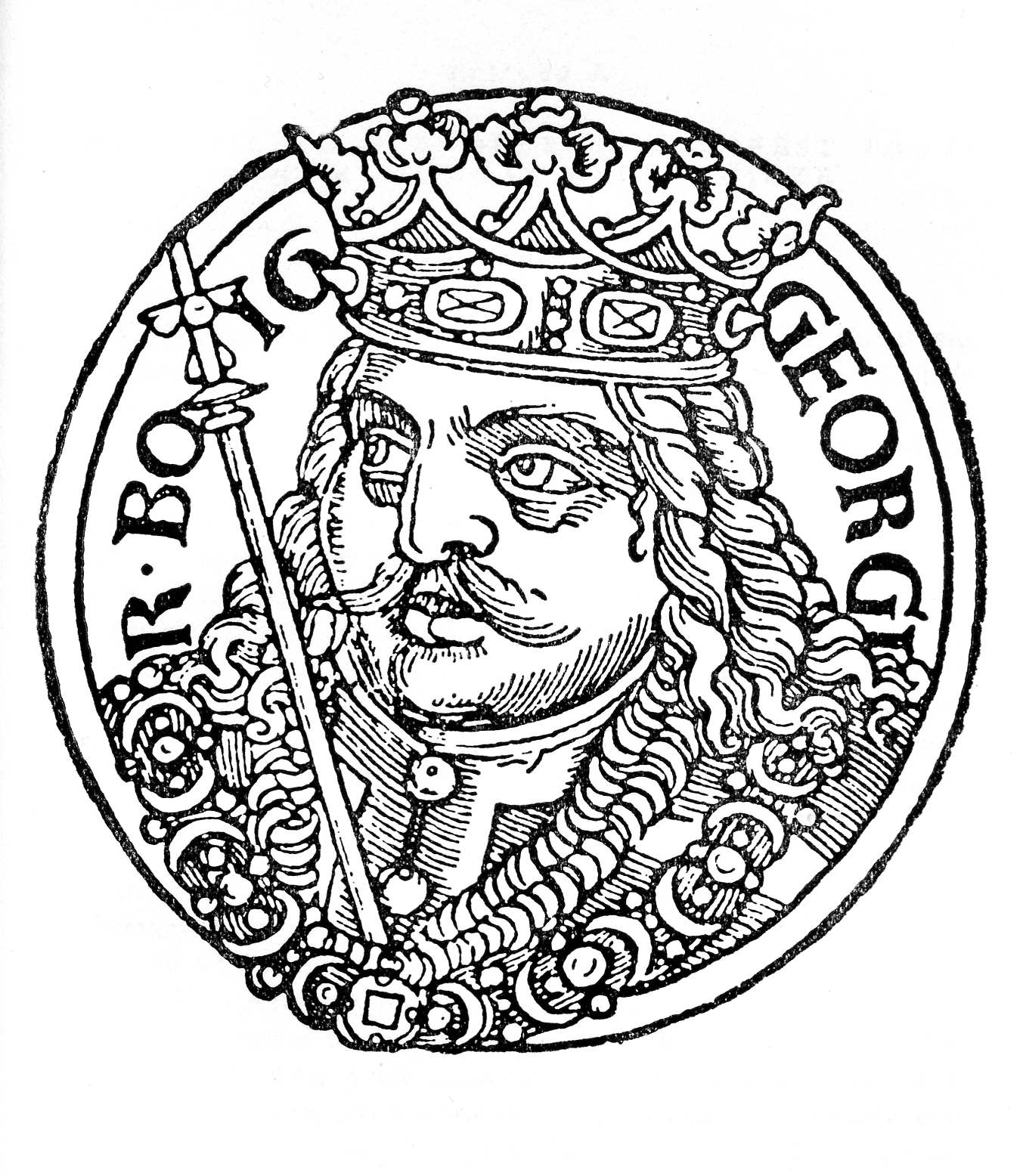
Giorgio di Poděbrady, primo re hussita di Boemia

Nel XIX secolo Boemia e Moravia si trovavano alla periferia nord dell'Impero asburgico, ai confini della nuova potenza prussiana. A seguito dell'accordo bipartito con l'Ungheria del 1867 (Ausgleich), Boemia e Moravia restarono nella parte austriaca della duplice monarchia (Cisleitania), mentre la Slovacchia passò sotto il controllo diretto di Budapest (Transleitania).
A seguito della primavera dei popoli si diffusero nell'Impero asburgico movimenti nazionali. Tra questi l'austroslavismo si prefiggeva il conseguimento dei propri obiettivi nazionali e nazionalistici all'interno dell'Impero asburgico anche attraverso la sua collaborazione. Le finalità di questo movimento erano varie e andavano dall'autodeterminazione dei cechi fino al trialismo sloveno e croato. L'austroslavismo venne proposto per la prima volta attorno alla metà dell'Ottocento dai liberali cechi, tra cui Karel Havlíček Borovský, come opposizione al concetto di panslavismo ed in seguito venne completato da František Palacký.
Verso fine Ottocento prese piede in Boemia e Moravia il movimento panslavista detto dei Sokol che reclamava pari diritti per i sudditi slavi della monarchia come per tedeschi e ungheresi, tanto che un congresso panslavo si era tenuto a Praga nel luglio 1908. Durante la crisi diplomatica dell'inverno seguente, i cechi presero senza esitazioni le parti dei serbi e il giorno del 60º anniversario dell'ascesa di Francesco Giuseppe al trono a Praga dovette essere dichiarata la legge marziale. Il conflitto nazionale si riversò sulla monarchia: le attività parlamentari furono tutte bloccate dall'ostruzionismo dei parlamentari cechi.
Anche il Partito Socialdemocratico d'Austria non riuscì a controllare gli antagonismi fra le diverse nazionalità al suo interno. Nel 1899, al congresso del partito a Brünn i socialdemocratici avevano presentato un programma di riforma nazionale basato su federalismo democratico che accordava il diritto delle decisioni nazionali a unità territoriali formate in base alla nazionalità. Karl Renner e Otto Bauer, che più tardi divennero leader del socialismo austro-tedesco, abbozzarono vari programmi per la soluzione del problema delle nazionalità in alcuni libri pubblicati tra il 1900 e il 1910. Tuttavia questi sforzi non riuscirono a impedire ai socialisti di dividersi anche lungo linee nazionali, tanto che nel 1910 i socialisti cechi si dichiararono indipendenti dal Partito Socialdemocratico d'Austria.

### Storia della Cecoslovacchia

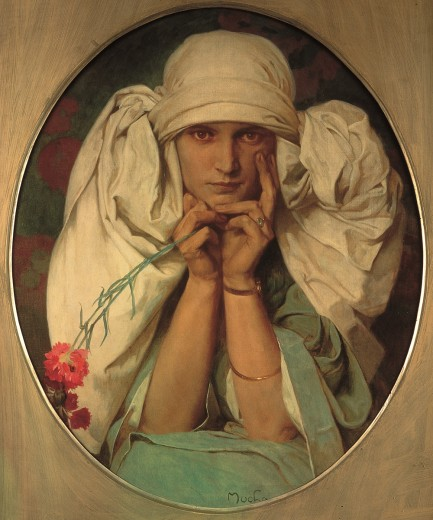
Alfons Mucha, Ritratto di Jaroslava. Negli anni 1910 il pittore Liberty si diede all'espressionismo romantico, dipingendo il ciclo dell'Epopea Slava.

La lunga battaglia dei cechi contro i governatori austriaci e degli slovacchi contro gli ungheresi culminò nel 1916, durante la prima guerra mondiale, quando venne creato il Consiglio Nazionale Cecoslovacco.
L'indipendenza della Cecoslovacchia fu proclamata ufficialmente a Praga il 28 ottobre 1918. Gli slovacchi si unirono ufficialmente al nuovo Stato due giorni dopo nella città di Martin. Il nuovo governo fu caratterizzato dalla stabilità: la presidenza Masaryk durò ben diciassette anni, dato che Edvard Beneš gli successe soltanto nel 1935. Negli anni 1930 la Cecoslovacchia, per via delle sue minoranze germanofone (tedeschi dei Sudeti), divenne uno dei nuovi obiettivi dell'irredentismo nazista. Alla Conferenza di Monaco del settembre 1938 Praga dovette cedere alla Germania nazista parti della Boemia, della Moravia e della Slesia. Neanche due mesi dopo il primo arbitrato di Vienna la costrinse a cedere anche la Slovacchia meridionale, a maggioranza magiara, all'Ungheria. Il 14 marzo 1939 la Slovacchia di Jozef Tiso ottenne l'indipendenza come Stato satellite nazista. Hitler entrò quindi a Praga, stabilendo il Protettorato di Boemia e Moravia.
Gli esiliati cecoslovacchi a Londra organizzarono il governo cecoslovacco in esilio, che fu riconosciuto dagli Alleati e riprese il controllo della Cecoslovacchia liberata a partire dal 1944. La fine della guerra vide l'espulsione dei tedeschi dei Sudeti (2,9 milioni), mentre la maggior parte degli ungheresi di Slovacchia decise di restare. La Rutenia subcarpatica fu inoltre ceduta all'URSS. Il governo cecoslovacco post-bellico era formato da una coalizione del Fronte Nazionale tra Comunisti, Social-Democratici e Socialisti, oltre al Partito Popolare Cattolico (in Moravia) e al Partito Democratico.
Alle elezioni del 1946 il Partito Comunista di Cecoslovacchia (KSČ) si assicurò una larga maggioranza, anche se i comunisti restarono minoritari in Slovacchia. Edvard Beneš continuò a detenere la carica di Presidente, mentre il leader comunista Klement Gottwald divenne Primo ministro. In base agli ordini di Stalin, nel 1948 il Partito Comunista Cecoslovacco assunse il potere tramite la minaccia di un colpo di Stato armato e di un intervento sovietico, ed espulse i non comunisti dal governo (Colpo di stato cecoslovacco del 1948). Per vent'anni la Cecoslovacchia rimase a guida stalinista.

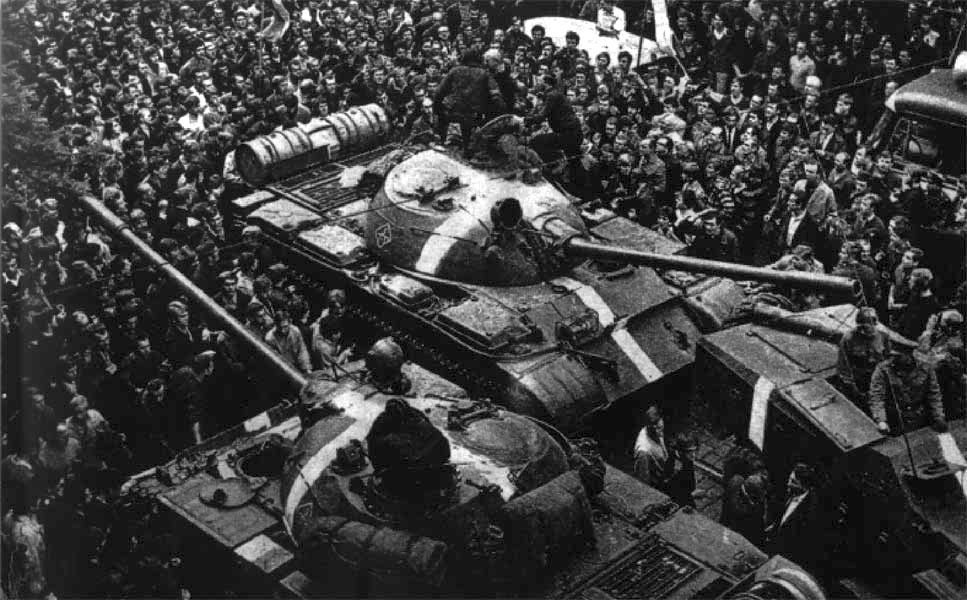
Invasione sovietica dopo la primavera di Praga, 1968

Nel 1968 con la primavera di Praga il partito, ora guidato da Alexander Dubček, tenta di introdurre una liberalizzazione della vita politica, culturale ed economica per realizzare "un socialismo dal volto umano", ma in agosto l'intervento militare sovietico mette fine al nuovo corso. Dubcek e i suoi collaboratori devono prima capitolare alle condizioni sovietiche (ripristino della censura, reintegrazione dei vecchi dirigenti, allontanamento degli intellettuali e degli uomini non graditi all'URSS) e sono quindi destituiti ed espulsi. Per altri vent'anni la Cecoslovacchia resta nell'ortodossia sovietica.
Manifestazioni anticomuniste hanno inizio dal 1988 a Bratislava, allargandosi quindi al resto del paese. La repressione della rivolta studentesca da parte della polizia porta alla formazione del Forum Civico, guidato dallo scrittore e dissidente Václav Havel, che ottenne il sostegno popolare di milioni di cechi e di slovacchi che formarono il Pubblico contro la violenza. Nella Rivoluzione di Velluto il partito comunista cecoslovacco accettò di condividere il potere.
Havel fu eletto Presidente della Cecoslovacchia il 29 dicembre e fu formato un governo di coalizione, in cui il Partito Comunista ebbe la minoranza dei ministeri. Le prime elezioni libere dal 1946 in Cecoslovacchia si tennero nel 1990, senza incidenti, con la vittoria del Forum Civico e del Pubblico contro la violenza.
Nel 1992 gli slovacchi chiesero maggiore autonomia bloccando il funzionamento del governo federale. Nelle elezioni del 1992, il Partito Democratico Civico di Václav Klaus vinse nelle terre ceche, con la proposta di una riforma economica. Nell'ultima metà dell'anno Klaus e Mečiar giunsero a un accordo secondo il quale le due repubbliche si sarebbero separate alla fine dell'anno.

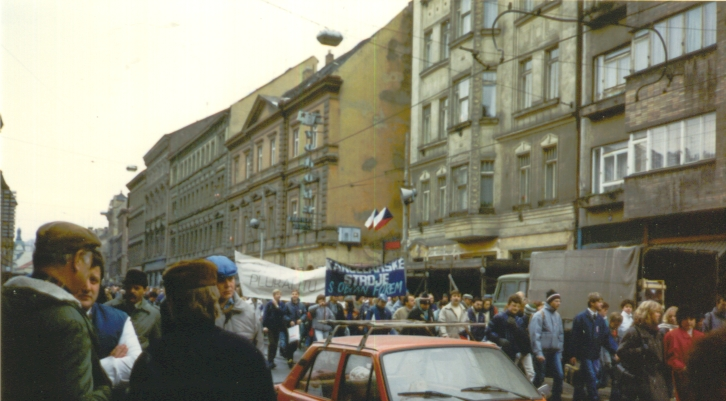
Corteo di protesta nel novembre 1989 a Praga (Rivoluzione di velluto)

### Repubblica Ceca indipendente
I membri del Parlamento della Cecoslovacchia, divisi lungo le linee nazionali, cooperarono per la formazione della legge di divisione. Nel gennaio del 1993 furono proclamate pacificamente e simultaneamente la Repubblica Ceca e la Slovacchia: entrambi i nuovi Stati ottennero subito il riconoscimento degli Stati Uniti e dell'Unione europea.
La Repubblica Ceca ha aderito all'Unione europea dal 1º maggio 2004, mentre ha aderito all'area Schengen il 21 dicembre 2007. Dei circa 55,21% degli aventi diritto di voto che hanno partecipato al referendum per l'entrata nell'UE, hanno votato per l'adesione circa il 77,33%, pari al 42,7% circa di tutti gli aventi diritto al voto. La Repubblica Ceca è stata ammessa alla NATO nel 1999.

## Geografia
La Repubblica Ceca è uno Stato dell'Europa centrale, comprendente le regioni storiche della Boemia, della Moravia e parte della Slesia. Privo di sbocco al mare, confina a nord con la Polonia, a est con la Slovacchia, a sud con l'Austria, a ovest e a nord con la Germania. Nata in seguito alla scissione della Cecoslovacchia in due Stati, la Repubblica Ceca è divenuta indipendente, come la Slovacchia, il 1º gennaio 1993. Lo Stato ha una superficie di 78 864 km²; la capitale è Praga.

### Morfologia
Il suo territorio è formato da due regioni storiche, la Boemia e la Moravia, in buona parte delimitate da elementi fisici ben definiti sia fra loro sia rispetto agli Stati confinanti. La Boemia è compresa tra quattro catene montuose, la Selva Boema e i Monti Metalliferi verso ovest, ai confini con la Germania, i Sudeti verso nord, al confine con la Polonia, e le Alture Morave verso est, a segnare il confine interno con la Moravia. Meno rinserrato dai rilievi è il territorio moravo, definito a ovest dalle Alture Morave e a est dai Carpazi Bianchi, al confine con la Slovacchia, ma aperto con spazi pianeggianti sia a sud verso l'Austria e il bacino del Danubio, sia a nord verso la Polonia e il bacino dell'Oder.

#### Il quadrilatero boemo
Il quadrilatero boemo, residuo geologico di un sistema di rilievi dell'orogenesi ercinica, sottoposto soprattutto nella sua zona centrale a intensi fenomeni erosivi, corrisponde all'attuale Boemia. Il bordo sudoccidentale del quadrilatero è la Selva Boema, costituita dalle due catene dei Ceskýles e della Sumava, rilievi piuttosto arrotondati e caratterizzati da una folta copertura boschiva e da diversi laghi di origine glaciale. Simili d'aspetto sono i bordi settentrionali, i Monti Metalliferi, Krusné Hory in ceco, e i Sudeti, divisi in piccoli massicci, tra i quali i Monti dei Giganti, in cui si trova la vetta più alta del paese, lo Sněžka (1602 m). Decisamente meno elevate sono le Alture Morave (Ceskomoravská vrchovina), le colline del bordo orientale, incise in profondità dai corsi d'acqua che scendono verso l'interno del quadrilatero. La parte centrale del quadrilatero, in mezzo al quale si trova Praga, è una piattaforma ondulata da dolci rilievi collinari nella sua parte meridionale e in prevalenza pianeggiante verso nord, dove l'Elba descrive una serie di larghi meandri prima di entrare nel territorio tedesco. L'Elba (Labe in ceco) ha la sorgente nei Sudeti e scorre per 396 km in territorio boemo, dove riceve le acque del suo principale affluente, la Moldava (Vltava), il fiume che dalla Selva Boema scorre fin sotto le nobili arcate del ponte Carlo di Praga.

#### La Moravia
Compresa tra le Alture Morave e i Carpazi Bianchi, anche l'altra regione della Repubblica Ceca, la Moravia, è un territorio in gran parte collinare, con ampie superfici forestali e ricchissimo d'acque. Come in Boemia i fiumi principali qui hanno la sorgente e la parte superiore del loro corso, ma poi si dirigono verso i paesi confinanti. La Morava nasce dai Sudeti, attraversa tutta la regione da nord a sud ed esce poi dal paese per segnare un tratto del confine tra Austria e Slovacchia fino a confluire nel Danubio. Nel Nord della Moravia il bacino idrografico del Danubio confina con quello dell'Oder (Odra in ceco), il fiume che nasce nella Slesia morava e che prosegue poi in quella polacca, da cui si dirige fino al Mar Baltico.

### Idrografia
Boemia e Moravia si collocano lungo lo spartiacque continentale europeo, dato che l'Elba e l'Oder sono tributari del bacino Atlantico, mentre la Morava, in quanto affluente del Danubio, lo è di quello Mediterraneo. Tra le ondulazioni del terreno i fiumi cechi frequentemente si allargano a formare superfici lacustri anche piuttosto ampie, soprattutto lungo il corso della Moldava: in totale la Repubblica Ceca ha più di 400 laghi, molti di origine glaciale, specie nella Selva Boema, e molti creati artificialmente, come bacini idroelettrici o come aree ricreative per la pesca sportiva.

### Clima
L'abbondanza delle acque e le caratteristiche dominanti del paesaggio (foreste e pascoli coprono più della metà del territorio ceco) sono legate al clima, che è continentale, con inverni freddi e precipitazioni piuttosto elevate, soprattutto nelle aree di montagna. D'estate Praga è una città fresca (19,4 °C la media di luglio), d'inverno può essere molto fredda (−2,5 °C la media di gennaio). Il freddo causa spesso abbondanti nevicate.

## Popolazione

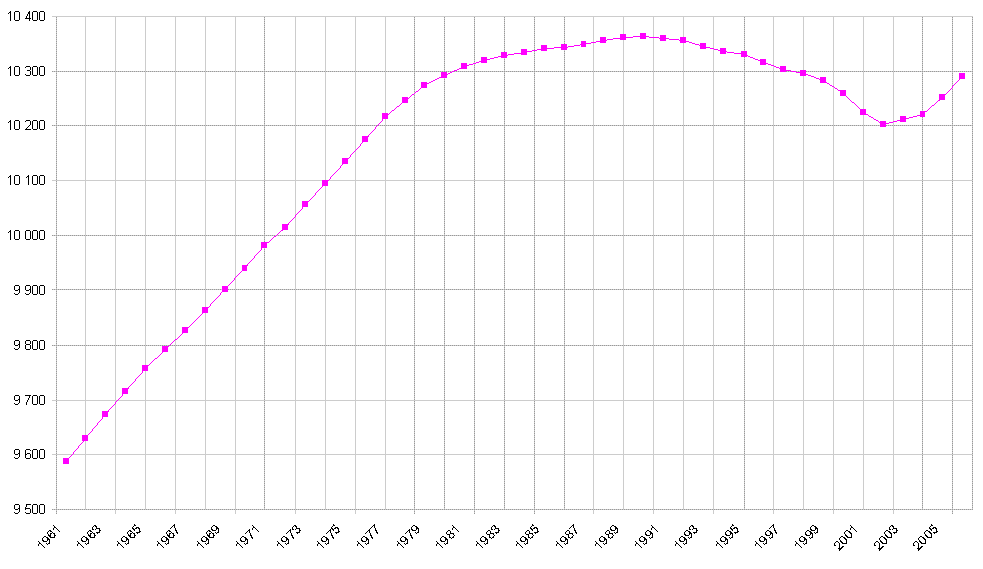
Andamento della popolazione della Repubblica Ceca dal 1961 al 2006

Il paese conta oggi 10 562 214 abitanti, con una densità media di 133 ab./km². La distribuzione della popolazione è ineguale, dato che in Boemia vi è un forte accentramento urbano: si passa da aree densamente abitate ad altre che hanno caratteristiche molto più rurali nelle regioni montuose, le quali hanno naturalmente una bassa densità abitativa a causa del territorio.

### Etnie
Gli abitanti della Repubblica Ceca sono suddivisi in due gruppi etnici, che provengono dal medesimo ceppo slavo: i boemi, che rappresentano la maggioranza della popolazione, e i moravi, che rappresentano poco più del 30% e abitano nell'omonima regione. Sono modeste le minoranze: slovacche (poco meno del 2%), ungheresi, polacche e tedesche. Fino alla seconda guerra mondiale nei Sudeti abitavano 3 milioni di tedeschi (su 10 milioni di abitanti); finita la guerra, a causa del forte risentimento antitedesco, i tedeschi furono espulsi.
Seguono le percentuali dei dati del censimento del 2011:
- Cechi (Boemi e Moravi) 68,6%,
- Slovacchi 1,4%,
- Ucraini 0,5%
- Polacchi 0,6%
- Tedeschi 0,3%,
- Ungheresi 0,2%,
- Russi 0,1%,
- altri 26% (slesiani, rom, ruteni, rumeni, serbi, croati e altri).

#### 1880-1910
| Lingua             | 1880      | 1890      | 1900      | 1910       |
| ------------------ | --------- | --------- | --------- | ---------- |
| Ceco               | 62,5%     | 62,4%     | 62,4%     | 62,9%      |
| Tedesco            | 35,8%     | 35,6%     | 35,1%     | 34,6%      |
| Polacco            | 1,0%      | 1,2%      | 1,6%      | 1,6%       |
| Altro              | 0,7%      | 0,8%      | 0,9%      | 0,9%       |
| Popolazione totale | 8 222 013 | 8 665 421 | 9 372 140 | 10 078 637 |

#### Dopo la Grande Guerra
| Gruppo etnico                             | Censimento 1921 1 | Censimento 1921 1 | Censimento 1930 | Censimento 1930 | Censimento 1950 | Censimento 1950 | Censimento 1961 | Censimento 1961 | Censimento 1970 | Censimento 1970 | Censimento 1980 | Censimento 1980 | Censimento 1991 | Censimento 1991 | Censimento 2001 | Censimento 2001 | Censimento 2011 | Censimento 2011 |
| Gruppo etnico                             | Numero            | %                 | Numero          | %               | Numero          | %               | Numero          | %               | Numero          | %               | Numero          | %               | Numero          | %               | Numero          | %               | Numero          | %               |
| ----------------------------------------- | ----------------- | ----------------- | --------------- | --------------- | --------------- | --------------- | --------------- | --------------- | --------------- | --------------- | --------------- | --------------- | --------------- | --------------- | --------------- | --------------- | --------------- | --------------- |
| Cechi                                     | 6 758 983         | 67,5              | 7 304 588       | 68,3            | 8 343 558       | 93,9            | 9 023 501       | 94,2            | 9 270 617       | 94,4            | 9 733 925       | 94,6            | 8 363 768       | 81,2            | 9 249 777       | 90,5            | 6 732 104       | 63,7            |
| Moravi                                    | 6 758 983         | 67,5              | 7 304 588       | 68,3            | 8 343 558       | 93,9            | 9 023 501       | 94,2            | 9 270 617       | 94,4            | 9 733 925       | 94,6            | 1 362 313       | 13,2            | 380 474         | 3,7             | 522 474         | 4,9             |
| Slesiani                                  | 6 758 983         | 67,5              | 7 304 588       | 68,3            | 8 343 558       | 93,9            | 9 023 501       | 94,2            | 9 270 617       | 94,4            | 9 733 925       | 94,6            | 44 446          | 0,4             | 10 878          | 0,1             | 12 231          | 0,1             |
| Slovacchi                                 | 15 732            | 0,2               | 44 451          | 0,4             | 258 025         | 2,9             | 275 997         | 2,9             | 320 998         | 3,3             | 359 370         | 3,5             | 314 877         | 3,1             | 193 190         | 1,9             | 149 140         | 1,4             |
| Polacchi                                  | 103 521           | 1,0               | 92 689          | 0,9             | 70 816          | 0,8             | 66 540          | 0,7             | 64 074          | 0,7             | 66 123          | 0,6             | 59 383          | 0,6             | 51 968          | 0,5             | 39 269          | 0,4             |
| Tedeschi                                  | 3 061 369         | 30,6              | 3 149 820       | 29,5            | 159 938         | 1,8             | 134 143         | 1,4             | 80 903          | 0,8             | 58 211          | 0,6             | 48 556          | 0,5             | 39 106          | 0,4             | 18 772          | 0,3             |
| Ucraini                                   | 13 343            | 0,1               | 22 657          | 0,2             | 19 384          | 0,2             | 19 549          | 0,2             | 9 794           | 0,1             | 10 271          | 0,1             | 8 220           | 0,1             | 22 112          | 0,2             | 53 603          | 0,5             |
| Ruteni                                    | 13 343            | 0,1               | 22 657          | 0,2             | 19 384          | 0,2             | 19 549          | 0,2             | 9 794           | 0,1             | 10 271          | 0,1             | 1 926           | 0,0             | 1 106           | 0,0             |                 |                 |
| Russi                                     | 13 343            | 0,1               | 22 657          | 0,2             | 19 384          | 0,2             | 19 549          | 0,2             | 6 619           | 0,1             | 5 051           | 0,0             | 5 062           | 0,0             | 12 369          | 0,1             | 18 021          | 0,2             |
| Vietnamiti                                |                   |                   |                 |                 |                 |                 |                 |                 |                 |                 |                 |                 | 421             | 0,0             | 17 462          | 0,2             | 29 825          | 0,3             |
| Ungheresi                                 | 7 049             | 0,1               | 11 427          | 0,1             | 13 201          | 0,1             | 15 152          | 0,2             | 18 472          | 0,2             | 19 676          | 0,2             | 19 932          | 0,2             | 14 672          | 0,1             | 9 049           | 0,1             |
| Rom                                       |                   |                   | 227             | 0,0             | 19 770          | 0,2             | 19 392          | 0,2             |                 |                 |                 |                 | 32 903          | 0,3             | 11 746          | 0,1             | 5 199           | 0,0             |
| Ebrei                                     | 35 699            | 0,4               | 37 093          | 0,4             |                 |                 |                 |                 |                 |                 |                 |                 | 218             | 0,0             |                 |                 |                 |                 |
| Iugoslavi                                 |                   |                   | 4 749           | 0,0             |                 |                 | 3 957           | 0,0             |                 |                 |                 |                 |                 |                 | 3 386           | 0,0             |                 |                 |
| Rumeni                                    |                   |                   | 966             | 0,0             |                 |                 | 3 205           | 0,0             |                 |                 |                 |                 | 1 034           | 0,0             | 1 238           | 0,0             |                 |                 |
| Altri/Non dichiarato                      | 10 038            | 0,1               | 5 719           | 0,1             | 11 441          | 0,1             | 10 095          | 0,1             | 36 220          | 0,4             | 39 300          | 0,4             | 39 129          | 0,4             | 220 660         | 2,6             | 2 742 6691      | 26,0            |
| Totale                                    | 10 005 734        | 10 005 734        | 10 674 386      | 10 674 386      | 8 896 133       | 8 896 133       | 9 571 531       | 9 571 531       | 9 807 697       | 9 807 697       | 10 291 927      | 10 291 927      | 10 302 215      | 10 302 215      | 10 230 060      | 10 230 060      | 10 562 214      | 10 562 214      |
| 1 Sul territorio dei dati del censimento. |                   |                   |                 |                 |                 |                 |                 |                 |                 |                 |                 |                 |                 |                 |                 |                 |                 |                 |

1 Nel 2011 una grossa percentuale della popolazione ha boicottato la domanda sull'etnicità come forma di protesta contro il censimento sponsorizzato dal governo; la maggioranza di essi erano presumibilmente cechi etnici.

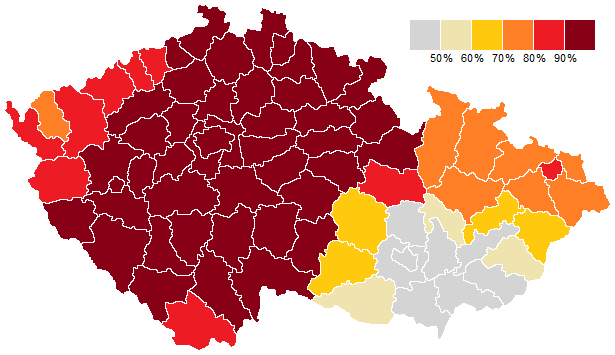
Cechi nel 1991
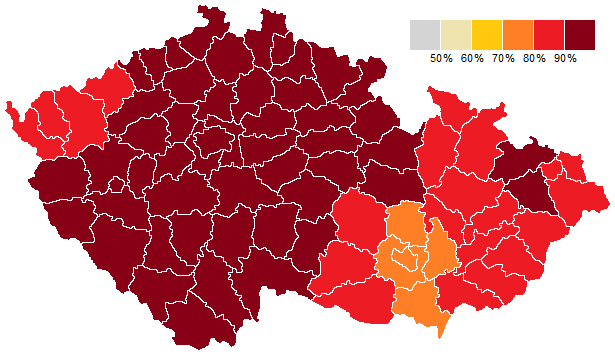
Cechi nel 2001
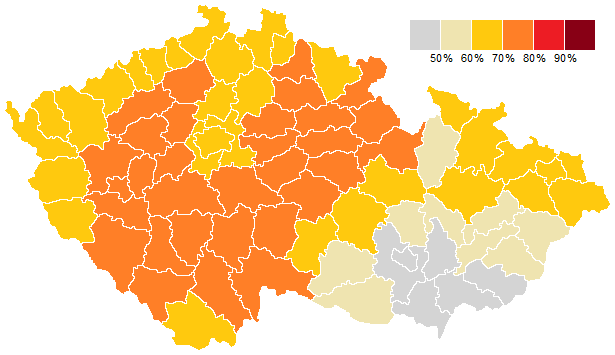
Cechi nel 2011

### Religione
Secondo il censimento del 2011, il 34,2% della popolazione non professa nessuna religione, il 10,3% è cattolico, lo 0,8% è protestante.
Secondo un sondaggio effettuato dall'Eurobarometro nel 2005, il 19% dei cittadini cechi crede che ci sia un Dio (il secondo risultato più basso tra i paesi dell'Unione europea dopo l'Estonia con il 16%), mentre il 50% crede che ci sia qualche tipo di spirito o forza vitale e il 30% non crede che ci sia alcun tipo di spirito, Dio o forza vitale.

## Ordinamento dello Stato
La Repubblica Ceca è una Repubblica parlamentare e multipartitica; la costituzione della Repubblica Ceca è stata adottata il 16 dicembre 1992.
Il Parlamento è bicamerale.
La camera bassa, la Camera dei deputati (Poslanecká sněmovna), è composta da 200 rappresentanti eletti per 4 anni con un sistema proporzionale basato su una suddivisione in quattordici circoscrizioni con soglia di sbarramento al 5% dei voti validi.
La camera alta, il Senato (Senát), è composta da 81 senatori, eletti con sistema maggioritario uninominale a doppio turno: il primo turno richiede la maggioranza assoluta, il secondo richiede la maggioranza semplice tra i primi due candidati. Il Senato viene rinnovato ogni due anni di un terzo dei suoi membri.
L'elettorato attivo è di 18 anni, quello passivo è di 21 anni per la Camera dei deputati e di 40 per il Senato.
Il Presidente della Repubblica è il Capo dello Stato. Viene eletto direttamente dai cittadini e ha un mandato di 5 anni. Rappresenta la nazione e ha pochi e limitati poteri.
Può essere eletto Presidente un cittadino eleggibile al Senato. Non può essere eletto oltre due volte di seguito. Il Presidente della Repubblica nomina i giudici della corte costituzionale, il suo presidente e i vice presidenti; può sciogliere la Camera dei deputati; può porre il veto sulle leggi votate dal parlamento; nomina il Primo ministro sulla base del risultato delle elezioni politiche e, su proposta di quest'ultimo, nomina gli altri membri del governo.
Il potere esecutivo è esercitato dal Primo ministro e dai ministri. Il governo è politicamente responsabile della propria azione davanti alla Camera dei deputati, la quale è titolare del rapporto di fiducia con l'esecutivo.
All'apice del sistema giudiziario del paese c'è la Corte suprema, con poteri simili alla Corte Suprema di Cassazione italiana, e la Corte Suprema Amministrativa, con compiti simili al nostro Consiglio di Stato.
Accanto a queste abbiamo la Corte costituzionale che è garante della Costituzione. Essa è composta da quindici membri, nominati dal Presidente della Repubblica con il consenso del Senato. I giudici costituzionali restano in carica per dieci anni non rinnovabili.
La Repubblica Ceca ha aderito all'Unione europea dal 1º maggio 2004.
Dei circa 55,21% degli aventi diritto di voto che hanno partecipato al referendum, hanno votato per l'adesione circa il 77,33%, pari al 42,7% circa di tutti gli aventi diritto al voto.

### Suddivisioni amministrative

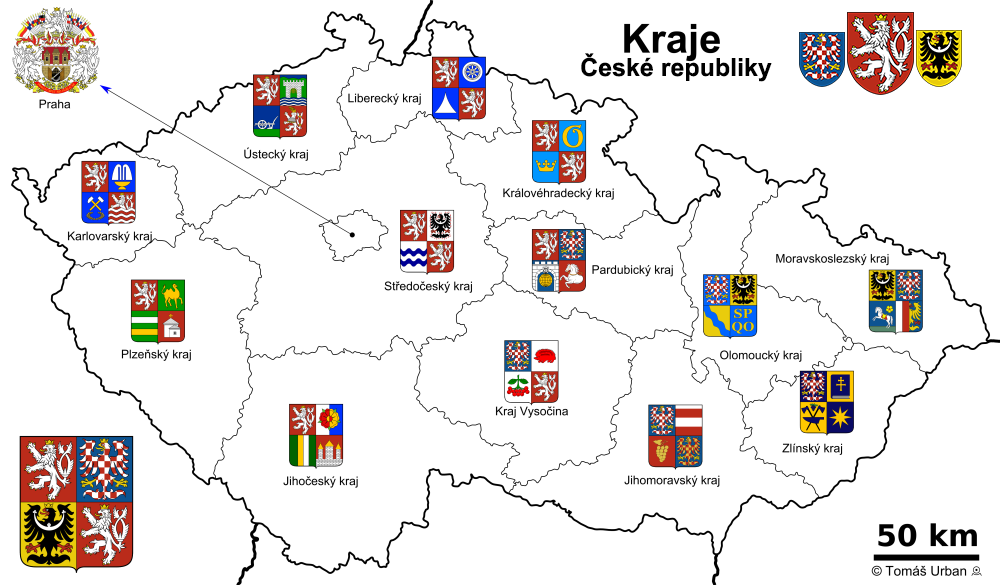

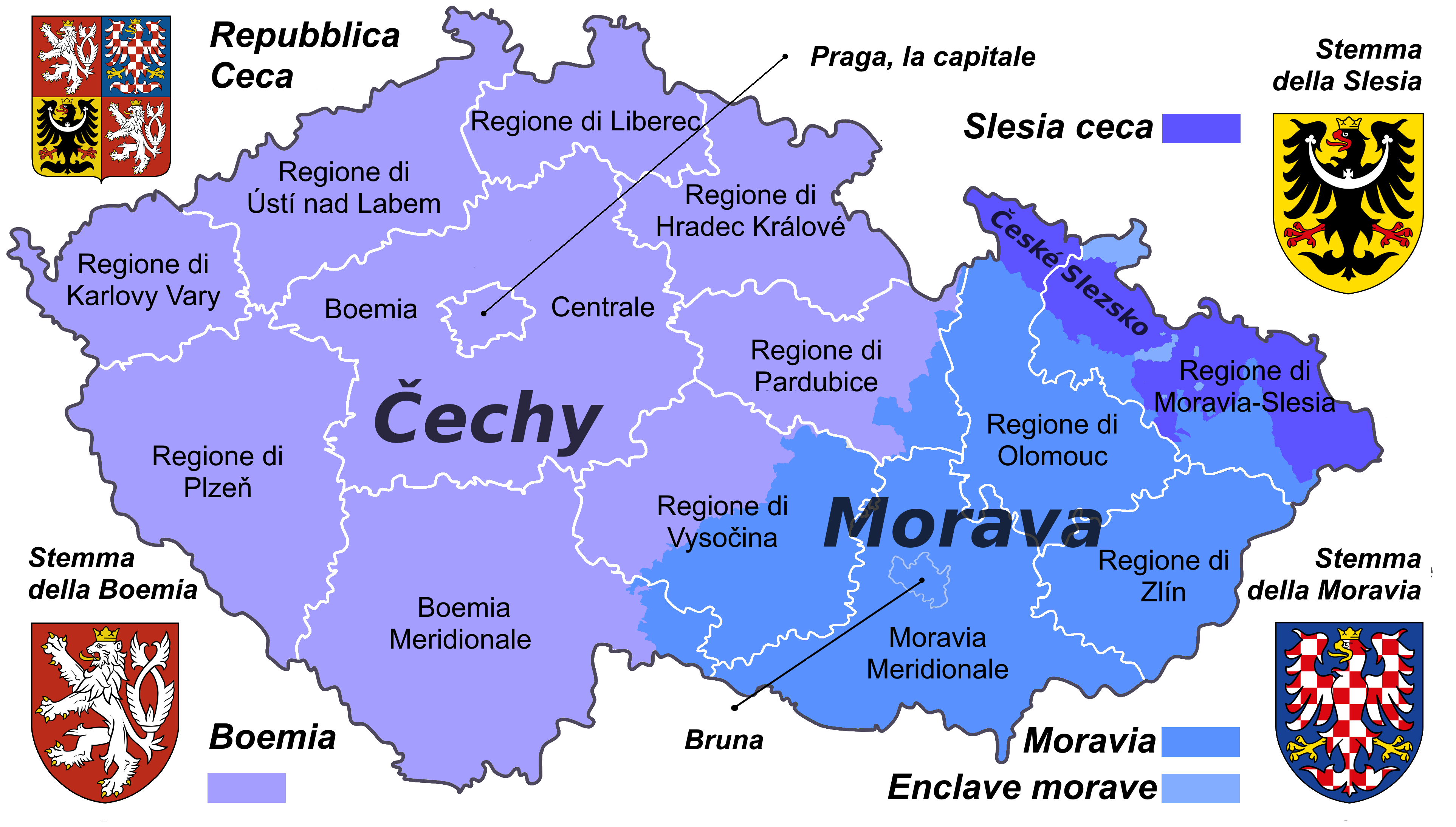
Terre ceche a confronto con le attuali regioni amministrative

La Repubblica Ceca si suddivide in 14 regioni (kraje), tra cui la città-regione di Praga (Hlavní město Praha); 76 distretti (okresy), tra cui le città-distretto di Plzeň, Brno e Ostrava e la stessa città-regione di Praga; 6.250 comuni (obcí), i quali possono anche detenere il titolo di città (město) o di comune mercato (městys).
Le regioni, con i relativi capoluoghi, sono le seguenti:
| Regione                        | Sigla | Capoluogo        |
| ------------------------------ | ----- | ---------------- |
| Praga                          | PR    | Praga            |
| Boemia Meridionale             | JC    | České Budějovice |
| Moravia Meridionale            | JM    | Brno             |
| Regione di Karlovy Vary        | KA    | Karlovy Vary     |
| Regione di Hradec Králové      | KR    | Hradec Králové   |
| Regione di Liberec             | LI    | Liberec          |
| Moravia-Slesia                 | MO    | Ostrava          |
| Regione di Olomouc             | OL    | Olomouc          |
| Regione di Pardubice           | PA    | Pardubice        |
| Regione di Plzeň               | PL    | Plzeň            |
| Boemia Centrale                | ST    | Praga            |
| Regione di Ústí nad Labem      | US    | Ústí nad Labem   |
| Regione di Vysočina ("Alture") | VY    | Jihlava          |
| Regione di Zlín                | ZL    | Zlín             |

### Città principali
La capitale è Praga (1 200 000 abitanti). Altre città sono Brno (405 000 abitanti) rilevante centro industriale e istituzionale della Moravia, Ostrava (295 000 abitanti) capoluogo della Slesia Ceca, sede di importanti complessi metallurgici, meccanici e chimici e Plzeň (170 000 abitanti), sede di complessi meccanici e famosa per la sua birra Pilsner.

### La bandiera
Descrizione: due fasce orizzontali uguali, una bianca (superiore) e l'altra rossa (inferiore), intersecate da un triangolo isoscele blu, la base del quale corre lungo tutto il lato dell'asta. La bandiera della Repubblica Ceca è identica a quella che fu la bandiera della Cecoslovacchia fino allo scioglimento di quest'ultima.
I primi due colori si rifanno all'antico stemma boemo (leone d'argento in campo rosso), con il bianco in sostituzione dell'argento; uniti al blu, si ritrovano anche nello stemma moravo (l'aquila di Moravia essendo a scacchi bianchi e rossi in campo blu) e, inoltre, costituiscono un richiamo alla tradizione panslava.

## Politica

### Politica interna
La promozione delle idee comuniste è vietata nella Repubblica Ceca dal 2025 ed è punibile fino a cinque anni di carcere.

## Economia
Negli anni 1990 la Repubblica Ceca ha vissuto una fase di crisi economica: l'apertura verso i mercati internazionali ha trovato impreparato un Paese dalla scarsa produttività (un terzo rispetto alla media europea) e dalle infrastrutture arretrate. Per fronteggiare questa situazione il governo ha avviato un processo di modernizzazione e privatizzazione del tradizionale settore industriale, metallurgico e siderurgico. La crescita produttiva dovrebbe continuare il suo rafforzamento nel prossimo futuro nonostante sia penalizzata dalla recente crisi.
Nonostante la buona produttività delle attività agricole, il paese è costretto a importare numerosi prodotti alimentari: la rigidità del clima infatti permette di coltivare soltanto alcuni tipi di cereali, patate, barbabietole da zucchero, cavoli e mele, ed è praticata nelle regioni pianeggianti. Altre risorse importanti sono la silvicoltura, l'allevamento intensivo, la pesca fluviale e l'acquacoltura. L'agricoltura è praticata soprattutto nelle zone della Boemia settentrionale e nei bacini Moravi.
L'attività industriale genera più del 42% del PIL della Repubblica Ceca. Il panorama industriale è differenziato ed è caratterizzato da piccole e medie imprese. Grande importanza hanno avuto gli investimenti tedeschi nel mercato ceco, quali l'acquisizione di importanti settori nel mondo della meccanica, della chimica e dell'elettronica. Tra i più rilevanti, l'acquisizione da parte del gruppo Volkswagen dell'industria automobilistica Skoda. L'industria è solida perché il paese dispone di buone risorse minerarie: carbone, uranio, piombo e argento. Presso le zone minerarie si trovano le industrie siderurgiche e metallurgiche; quelle meccaniche e automobilistiche sono invece nelle grandi città come Praga e Plzen.
I Monti Metalliferi sono ricchi di giacimenti di piombo, zinco, rame e uranio, e hanno permesso lo sviluppo delle industrie siderurgiche e metallurgiche.
In crescita sono il settore chimico, tessile, calzaturiero e alimentare, che affiancano l'affermata industria automobilistica Skoda e l'industria meccanica presente nell'area di Praga. Sempre famosa ovunque è la produzione di cristalli di Boemia e anche la produzione di strumenti musicali fatti a mano.
Il settore dei servizi acquisisce sempre maggiore importanza a discapito dell'industria pesante, anche se la grande recessione ha rallentato notevolmente la crescita economica del paese.
In grande espansione è l'attività turistica: dagli anni novanta Praga e le località termali attirano ogni anno moltissimi turisti. Situata nel cuore dell'Europa centrale, la Repubblica Ceca è al centro delle comunicazioni internazionali: da essa partono reti stradali che agevolano gli scambi commerciali con Italia, Svizzera, Slovenia, Polonia, Croazia, Germania, Russia e Austria.

### Moneta
La valuta ufficiale è la corona ceca.

### Energia
La produzione di elettricità in Repubblica Ceca avviene tramite due centrali nucleari, Temelín e Dukovany. Esse producono il 30% di elettricità ma vogliono aumentare fino al 40%. Quasi più del 60% di elettricità viene prodotta da combustibili fossili (specialmente carbone); negli ultimi anni molte centrali a pannelli solari sono state costruite grazie a investimenti e incentivi statali.

### Turismo

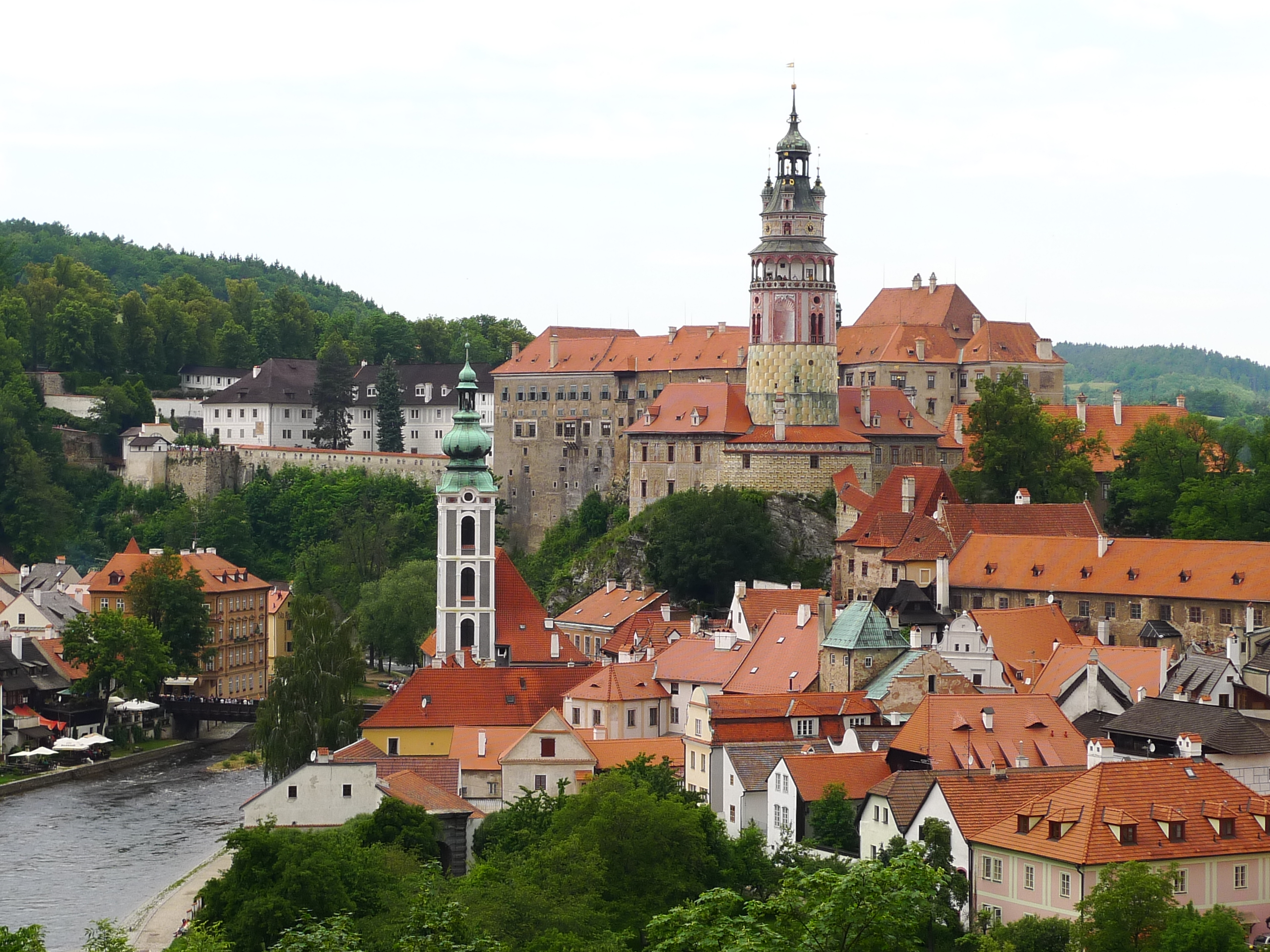
Il castello e il quartiere Latrán a Český Krumlov

Il turismo internazionale in Repubblica Ceca si concentra, in particolar modo, in quelle località di elevato interesse culturale e artistico che sono state dichiarate patrimonio mondiale dell'umanità dall'UNESCO: i giardini e il castello di Kroměříž, il centro storico di Český Krumlov, Praga, Ponte Carlo, del 1357, a Praga, Telč, Holašovice, Kutná Hora, la Colonna della Santissima Trinità di Olomouc, il quartiere ebraico e la basilica di San Procopio a Třebíč, il castello di Lednice, il castello di Litomyšl, il castello di Karlštejn, il Santuario di San Giovanni Nepomuceno a Zelená Hora, e la Villa Tugendhat a Brno.
Molto importante è il turismo termale: fin dal Settecento Teplice, Karlovy Vary, Mariánské Lázně e Františkovy Lázně sono fra le più famose stazioni termali in Europa. Anche i castelli medievali del paese (Karlštejn, Křivoklát, Konopiště, tra i tanti) sono rilevanti punti di interesse turistico.

### Disoccupazione
La disoccupazione si concentra soprattutto nella regione di Ostrava per via della chiusura di molte miniere di carbone e nel Sud della Moravia. Comunque, nell'estate del 2015 la disoccupazione è scesa ai minimi storici, 6,1%, anche grazie a molti investimenti stranieri e a un mercato del lavoro flessibile.

## Istruzione
L'istruzione in Repubblica Ceca è gratuita ed è obbligatoria dai 6 ai 15 anni. Il sistema scolastico è composto da scuole materne (2-5 anni), scuole primarie (6-15 anni), scuole professionali o licei e infine l'università. I genitori devono solamente pagare i libri di testo per la scuola ma possono essere aiutati con sussidi in caso di problemi economici e inoltre lo Stato paga l'assicurazione sanitaria per gli studenti fino ai 26 anni.
Nel contesto è da ricordare che il 28 marzo di ogni anno si celebra sia in Repubblica Ceca sia in Slovacchia la Festa degli insegnanti, in onore alla data di nascita del grande pedagogista ceco Comenio, padre della pedagogia moderna.

### Università
Il paese ha istituti di primo livello per qualità della ricerca: la più antica università della Repubblica Ceca è l'Università Carolina di Praga, la cui fondazione risale al 1348 da parte dell'imperatore Carlo IV di Lussemburgo. L'istituto è il migliore del paese. Tuttavia, si contano altre università di primo livello come l'Università Masaryk (a Brno), l'Università Palacký di Olomouc, l'Università di Tecnologia di Brno e l'Università Tecnica Ceca di Praga.

## Ambiente
C'è stato un periodo della storia in cui le foreste di questa parte dell'Europa centrale hanno goduto di una particolare attenzione, soprattutto da parte della nobiltà, che si dimostrò molto sensibile alle bellezze della natura e alla conservazione dell'ambiente: nel 1355 Carlo IV fece stilare la Majestas Carolina, il codice per la protezione dei boschi di proprietà dell'aristocrazia ceca, cui seguì cent'anni dopo l'editto di re Sigismondo per la difesa della fauna selvatica delle selve della Boemia. Nell'Ottocento qui furono istituite le prime riserve naturali d'Europa, come quella di Boubìnski Prales, creata nel 1858 a tutela di un ambiente di foresta vergine, uno dei pochi nel continente sfuggito alla deforestazione conseguente alla Rivoluzione industriale e all'introduzione di nuove specie arboree che ha modificato tanti ecosistemi europei. La minaccia ai boschi della Boemia e della Moravia è arrivata con l'industrializzazione pesante del Paese, con l'inquinamento prodotto dalle centrali a carbone e dalle industrie chimiche e siderurgiche che hanno riempito il cielo della Cecoslovacchia di fumi e di scorie, causa prima del degrado forestale prodotto dalle piogge acide.

### Parchi e riserve naturali
La Repubblica Ceca conta quattro parchi nazionali, 19 aree protette e 4 riserve della biosfera dell'UNESCO. Il Parco nazionale della Selva Boema (Šumava) si trova nella parte più meridionale della Selva Boema, in una zona che è stata spopolata dopo la seconda guerra mondiale e che oggi risulta al 70% coperta da una foresta mista di latifoglie e conifere. Insieme alla Foresta Bavarese (Germania), con cui confina, forma il più vasto complesso forestale dell'Europa centrale. La cima più elevata è il monte Plechý (1378 m), circondato alle quote più basse da un ambiente con evidenti tracce dell'erosione glaciale (torbiere, colline moreniche, laghetti glaciali). Šumava ha la medesima data di nascita, il 1991, del Parco nazionale Podyjí, istituito in Moravia dopo l'apertura della frontiera con l'Austria in una zona collinare lungo il corso del Dyie. È un piccolo parco che si sviluppa per 40 km lungo i meandri del fiume, tra canyon rocciosi e una foresta di querce, di faggi e di abeti bianchi che copre l'84% della superficie protetta; l'avifauna annovera, tra le altre specie, il gufo reale, il martin pescatore e la cicogna nera, ma l'interesse scientifico risiede soprattutto nell'incredibile ricchezza di insetti, come la mantide religiosa, la formicaleone, la dorifora.
Il 1º gennaio 2000 venne istituito il Parco nazionale della Svizzera boema, situato al confine con la Germania e collegato al parco nazionale tedesco della Svizzera sassone. Tutela un'ampia zona di foresta e formazioni rocciose di arenaria. Il quarto parco ceco, situato sui rilievi che segnano il confine con la Polonia, è il parco nazionale dei Monti dei Giganti, parte della catena dei Sudeti. È l'area protetta più vecchia (1963), ma è la più degradata dalle piogge acide. KRNAP (così si può anche trovarlo indicato sui cartelli stradali) è l'area più frequentata dal turismo ceco ed è la più attrezzata per le escursioni e per gli sport invernali: al di là del confine la zona protetta continua nel Parco nazionale polacco di Karkonosze.

## Cultura

### Letteratura

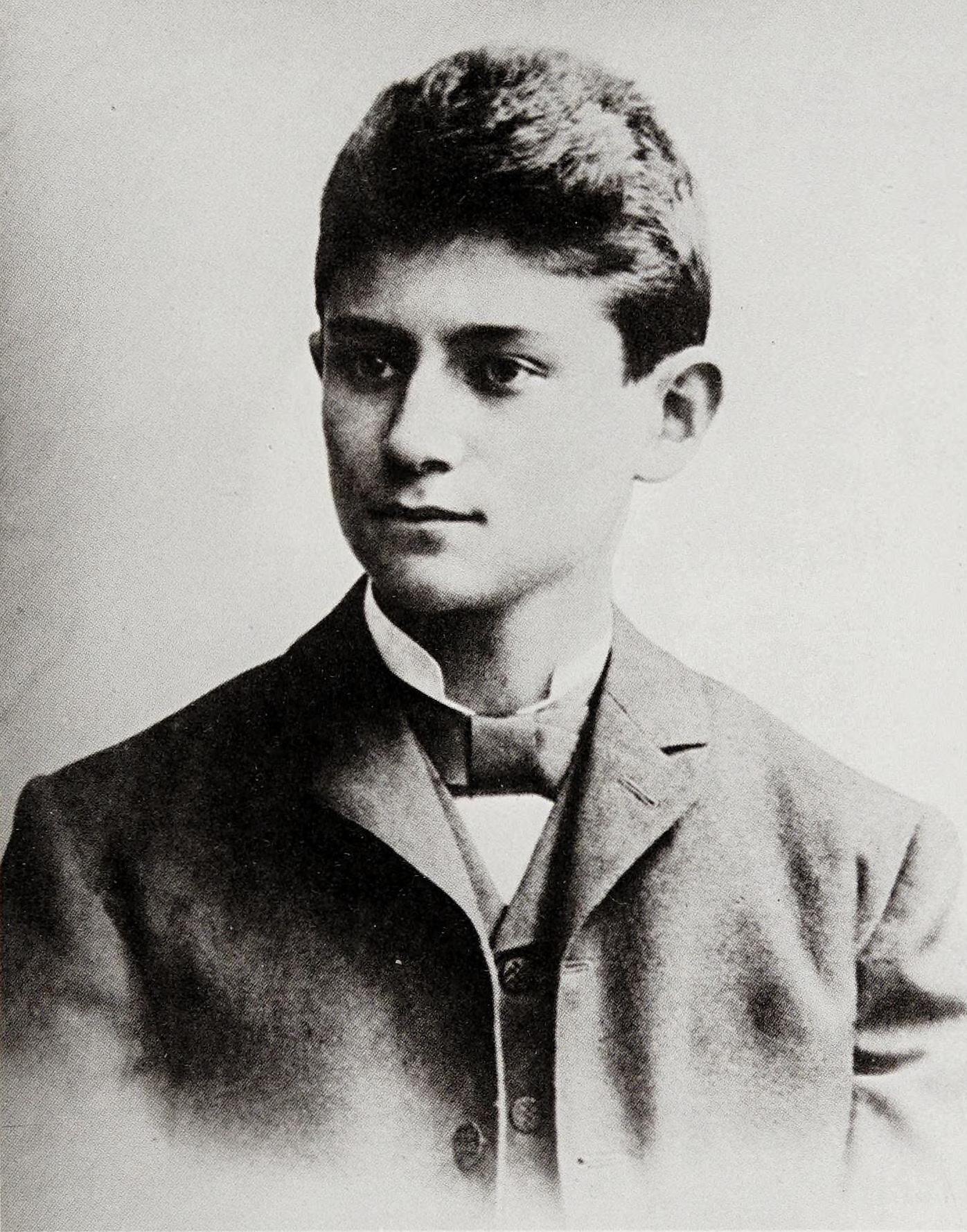
Franz Kafka, tra le maggiori personalità letterarie del XX secolo.

La letteratura ceca si afferma già nel XIV secolo con Jan Hus che con il trattato De orthographia Bohemica, pubblicato tra il 1406 e il 1412, ha codificato la grafia della lingua ceca, e con le sue opere religiose in particolare il De ecclesia (1413), e nel XVII secolo con le opere di didattica di Comenio. Nel XIX secolo si afferma il poema epico con Karel Hynek Mácha, esponente della poesia romantica, lo scrittore Jan Neruda, lo storico František Palacký, mentre tra le scrittrici del XIX secolo spicca la figura di Božena Němcová.
Nel XX secolo il romanzo acquista fama internazionale con Milan Kundera, noto autore del romanzo L'insostenibile leggerezza dell'essere (1984), e la poesia con Jaroslav Seifert, Premio Nobel per la letteratura nel 1984.
Celebre scrittore boemo ma di lingua tedesca fu Franz Kafka, importante esponente del modernismo e del realismo magico, autore di racconti famosi come La metamorfosi (1915) e di romanzi tra cui Il processo (1925) e Il castello (1926).
Tra gli scrittori e drammaturghi del XX secolo ricordiamo anche Jaroslav Hašek, autore del romanzo Il buon soldato Sc'vèik (1912) e Karel Čapek, autore del dramma R.U.R. (1920), in cui compare per la prima volta il termine robot, termine inventato dal fratello Josef Čapek.
È da ricordare inoltre la figura della scrittrice e pacifista Bertha von Suttner, Premio Nobel per la pace, nel 1905 (primo Nobel per la Repubblica Ceca e l'Austria).

### Mitologia
Un aspetto culturale importante lo riveste anche l'ambito mitologico e delle antiche leggende ceche: ricordiamo, in particolare, le figure di Libuše, la principessa che, secondo la leggenda, fondò Praga, nell'anno 730, Přemysl l'Aratore, leggendario sovrano, marito di Libuše e Krok, ritenuto il primo giudice, o duca, del popolo ceco.

### Musica

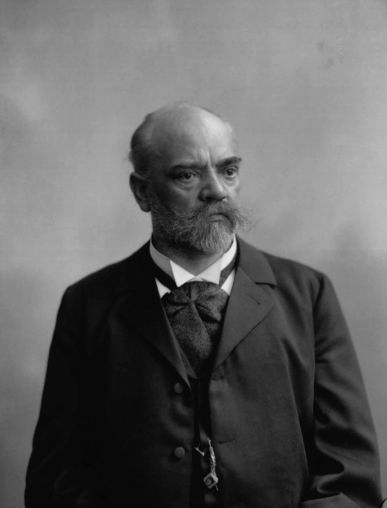
Antonín Dvořák, tra i massimi compositori cechi del XIX secolo.

Nel XIX secolo, in epoca romantica, si afferma, in particolare, il Nazionalismo musicale con autori quali Bedřich Smetana (1824–1884), Antonín Dvořák (1841–1904) e Leoš Janáček (1854-1928). Altro compositore ceco fu Julius Fučík, noto a livello internazionale, in particolare, per la Marcia dei gladiatori (1897).
Tra i cantautori cechi ricordiamo Karel Kryl, autore di diverse canzoni di protesta contro il regime comunista del suo paese e Karel Gott, mentre tra le cantanti ricordiamo Marta Kubišová.

### Arte

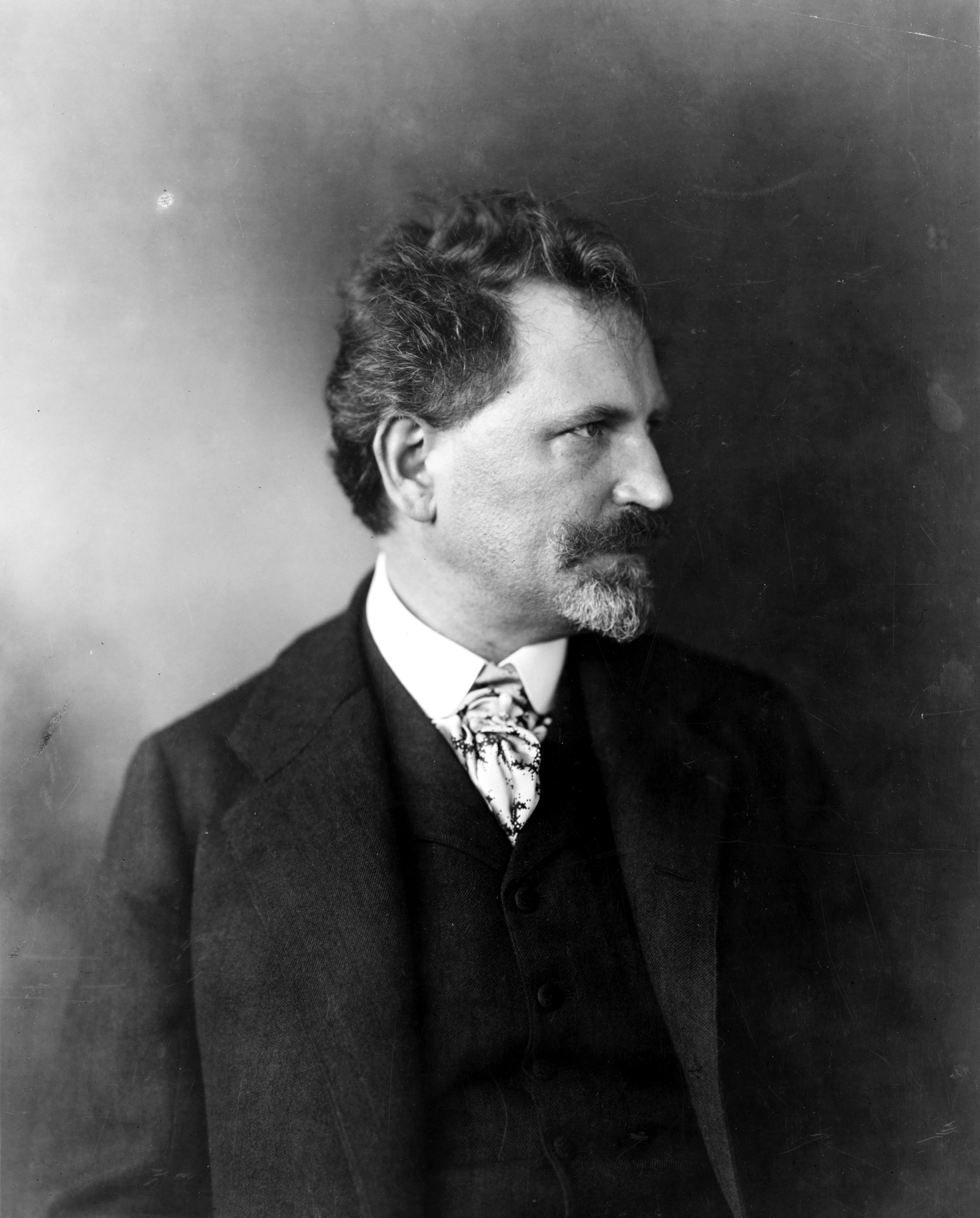
Alfons Mucha, tra i principali esponenti dell'Art Nouveau.

In campo artistico ricordiamo Alfons Mucha (1860-1939), pittore, scultore e importante esponente dell'Art Nouveau.
Un altro importante artista ceco vissuto tra il XIX e il XX secolo fu František Kupka, esponente dell'astrattismo e del cubismo orfico.

### Patrimoni dell'umanità
La Repubblica Ceca può vantare l'iscrizione di diversi siti che sono stati inseriti nella Lista dei patrimoni dell'umanità dell'UNESCO.

### Pedagogia

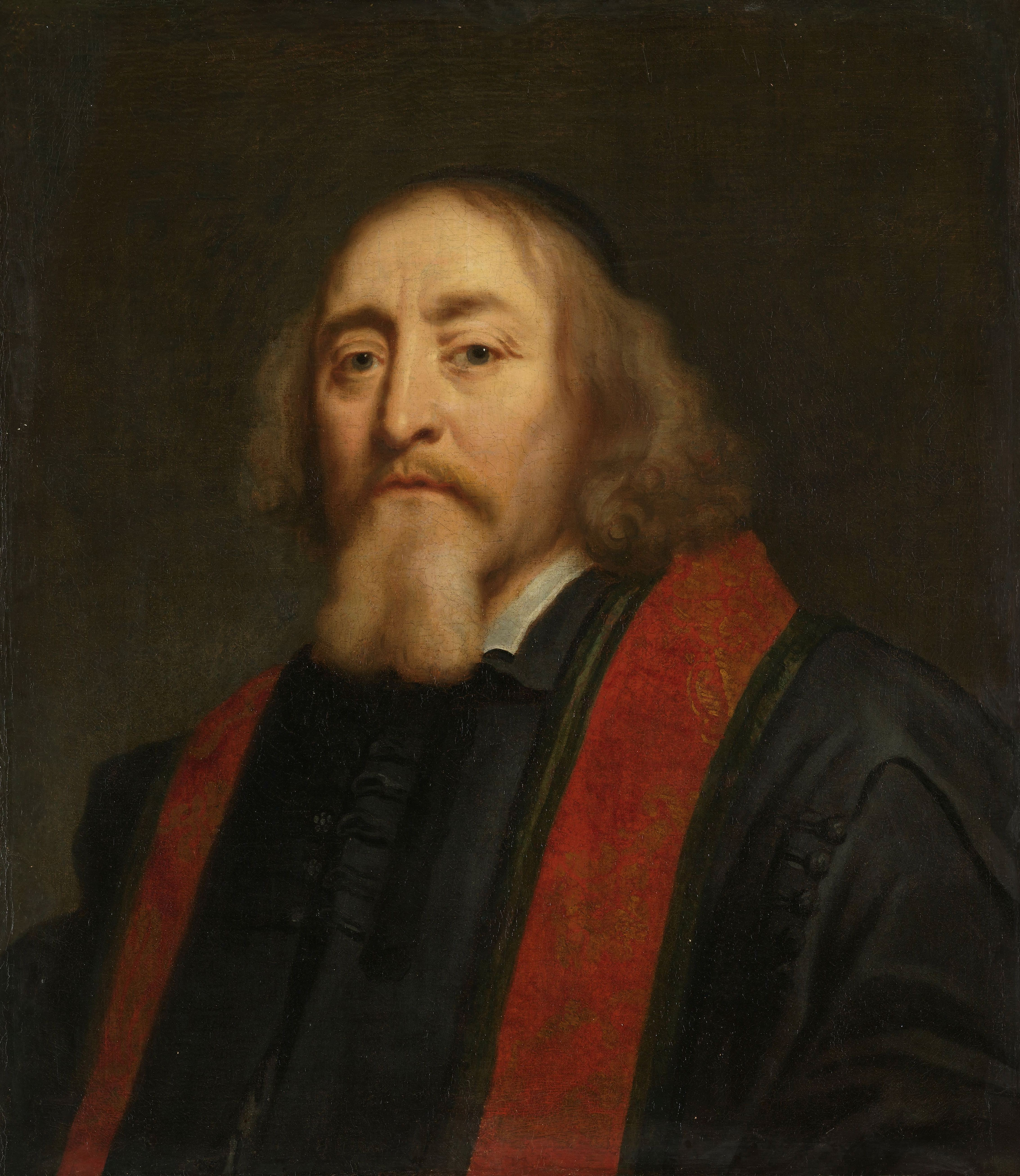
Ritratto di Comenio, padre della pedagogia moderna.

- Il pensiero pedagogico di Comenio, padre della pedagogia moderna e autore della Didactica magna (1657), e del libro di testo per bambini Orbis pictus (1658)

### Scienza e tecnologia
- Le importanti scoperte e studi scientifici di Jan Evangelista Purkyně (1787-1869), che introdusse in biologia i termini plasma e protoplasma.
- Gli importanti contributi in chimica da parte di Jaroslav Heyrovský, Premio Nobel per la chimica nel 1959, padre della chimica elettroanalitica.

#### Repubblica Ceca nello spazio
- Il 2 marzo 1978 Vladimír Remek fu il primo cecoslovacco (nativo dell'attuale Repubblica Ceca) ad andare nello spazio.
- 24 ottobre 1978: viene lanciato Magion 1, il primo satellite artificiale cecoslovacco.
- 3 agosto 1995: viene lanciato Magion 4, il primo satellite ceco.

#### Progressi tecnologici
- c. 1748: viene costruito il Denis d'or, probabilmente il primo strumento musicale elettrico, da Václav Prokop Diviš.

### Cinema
Il cinema ceco ha avuto importanza rilevante anche in campo internazionale: nel XX secolo si distinse la figura del regista Miloš Forman, vincitore di vari premi cinematografici e esponente principale del movimento cinematografico cecoslovacco Nová vlna. Tra gli attori cechi del XX secolo spicca Jan Werich, noto anche come drammaturgo. Un film ceco ha vinto, inoltre, l'Oscar al miglior film straniero: si tratta di Kolya (1996) del regista Jan Svěrák.

### Tradizioni popolari
Una tradizione tipica ceca riguarda la Pasqua ed è la Pomlázka, che vede i ragazzi frustare le ragazze come augurio di gioventù ricevendo in cambio uova colorate, dolci e alcol.

### Festività nazionali
| Data         | Nome                                              | Significato                                                                      |
| ------------ | ------------------------------------------------- | -------------------------------------------------------------------------------- |
| 28 settembre | Giorno di San Venceslao                           | Commemora la morte di San Venceslao, nel 935 d.C.                                |
| 28 ottobre   | Giorno dell'indipendenza della Cecoslovacchia     | Festa nazionale: celebra la creazione dello Stato della Cecoslovacchia, nel 1918 |
| 17 novembre  | Giorno della Lotta per la Libertà e la Democrazia | Anniversario dell'inizio della Rivoluzione di velluto, nel 1989                  |

### Altre ricorrenze nazionali
| Data     | Nome                               | Significato                                                                      |
| -------- | ---------------------------------- | -------------------------------------------------------------------------------- |
| 28 marzo | Festa degli insegnanti             | In onore alla data di nascita di Comenio, padre della pedagogia moderna          |
| 5 luglio | Giorno dei Santi Cirillo e Metodio | Propagazione della fede e alfabetizzazione cristiana nella Grande Moravia (863)  |
| 6 luglio | Giorno di Jan Hus                  | Commemorazione del Giorno della morte per il riformatore religioso boemo Jan Hus |

Nell'863 i missionari Cirillo e Metodio vennero dai Balcani alla Grande Moravia per propagare la fede e l'alfabetizzazione cristiana.
Il 6 luglio 1415 il riformatore religioso Jan Hus venne bruciato sul rogo.

## Trasporti

### Strade
La rete autostradale è in fase di sviluppo; le maggiori città (Praga, Brno e Ostrava) sono collegate tra loro dalla D1. Le autostrade sono tutte a pagamento tramite vignetta autostradale.

### Ferrovie
Il sistema ferroviario è uno dei più sviluppati ed efficienti d'Europa ed è gestito da tre compagnie: České dráhy, Leo Express e RegioJet.

### Aeroporti
L'aeroporto principale della Repubblica Ceca è l'aeroporto di Praga-Ruzyně, intitolato a Václav Havel. Il secondo aeroporto internazionale per grandezza e numero passeggeri è quello di Brno-Tuřany.

### Trasporto pubblico locale
Praga ha un buon sistema di trasporto, gestito da Dopravní podnik hlavního města Prahy, con tre linee di metropolitana (A, B e C), 22 linee di tram e 130 linee urbane di autobus. La collina di Petřín ha una funicolare.
Brno, Ostrava e Plzeň sono tutte dotate di numerose linee di autobus, tram e filobus. La città di Brno ha in progetto un sistema di metropolitane.
Brno e Praga sono dotate di un sistema ferroviario suburbano (in ceco Esko).

## Gastronomia
La cucina ceca si basa principalmente sul consumo di carne, in particolare maiale e agnello, knedlíky (specie di gnocco), patate e tanta verdura e legumi, mentre tra le bevande la birra e il vino hanno un posto di primo piano: alcuni tipi di birre, tra l'altro, sono famosi in tutto il mondo (Pils, Radegast e Budweiser Budvar).

## Sport

### Hockey su ghiaccio
La Nazionale di hockey su ghiaccio maschile della Repubblica Ceca è una delle più titolate: ha vinto, fra l'altro, un titolo olimpico a Nagano e ben sei ori mondiali.

### Atletica leggera
Nella disciplina dell'atletica leggera ricordiamo il mezzofondista e maratoneta Emil Zátopek, che ha conquistato ai Giochi olimpici ben quattro ori e un argento. Dal 2012 è stato incluso nella IAAF Hall of Fame. E ancora la giavellottista Dana Zátopková, campionessa olimpica e primatista mondiale.

### Calcio
La nazionale di calcio della Repubblica Ceca vanta discreti risultati: ha ottenuto un argento nel campionato d'Europa 1996 e ha come attuale capocannoniere Jan Koller, con 55 reti.
Tra i calciatori cechi ricordiamo Josef Bican, il più grande marcatore della storia del calcio, che ha segnato in carriera ben 805 reti, Josef Masopust, Pavel Nedvěd e Petr Čech.

### Automobilismo
Per quanto riguarda l'automobilismo ricordiamo la figura di Eliška Junková, spesso considerata la donna più veloce del motorsport, nonché quella di Tomáš Enge, attivo in Formula 1 nel 2001.

### Giochi olimpici
Il primo oro olimpico per la Repubblica Ceca è stato vinto nella Canoa/kayak da Štěpánka Hilgertová, ai Giochi olimpici di Atlanta 1996.
La prima medaglia olimpica per la Repubblica Ceca fu la medaglia di bronzo vinta nel tiro a segno da Miroslav Januš, ai Giochi olimpici di Atlanta 1996.
L'atleta ceca più titolata dei Giochi olimpici è Věra Čáslavská, nella ginnastica artistica, con 7 ori e 4 argenti.